# Coenosia fraterna
Coenosia fraterna este o specie de muște din genul Coenosia, familia Muscidae, descrisă de Malloch în anul 1918. Conform Catalogue of Life specia Coenosia fraterna nu are subspecii cunoscute.